# Сусана Ескобар-Торрес
Сусана Ескобар-Торрес (13 грудня 1987) — мексиканська плавчиня.
Учасниця Олімпійських Ігор 2008, 2012 років.
Призерка Панамериканських ігор 2011 року.
Переможниця Ігор Центральної Америки і Карибського басейну 2006 року.